# Salvia nubicola
Salvia nubicola là một loài thực vật có hoa trong họ Hoa môi. Loài này được Wall. ex Sweet miêu tả khoa học đầu tiên năm 1826.